# José Águas
José Pinto de Carvalho Santos Águas (* 9. November 1930 in Luanda, Angola; † 10. Dezember 2000 in Lissabon) war ein portugiesischer Fußballspieler, der in den Jahren 1961 und 1962 mit Benfica Lissabon den Europapokal der Landesmeister gewann.

## Laufbahn

### Vereine, 1948 bis 1964
Von 1948 bis 1950 spielte José Águas in der angolanischen Hafenstadt Lobito in der Mannschaft des FC Lobito Fußball. Er war weit mehr professionell als Großwildjäger unterwegs, als er als Fußballer aktiv war. Nach einem Freundschaftsspiel von Benfica Lissabon in Lobito nahmen die Benfica-Verantwortlichen den 20-Jährigen nach dem Schlusspfiff sofort mit nach Portugal. Der athletische Mittelstürmer hatte durch seinen direkten Zug zum Tor und seine Vollstreckerqualitäten auf sich aufmerksam gemacht. Bereits in der Runde 1951/52 holte er sich mit 28 Treffern den Titel des Torschützenkönigs in der portugiesischen Liga. Dreimal wiederholte er dies in den Jahren 1956, 1957 und 1959. Da er auch den Meistertitel mit Benfica in den Runden 1954/55 und 1956/57 erringen konnte und dazu sechs Mal im Pokal von 1951 bis 1959 erfolgreich war, hatte er bereits national vor der Runde 1959/60 eine stolze Bilanz vorzuweisen. International waren dagegen die Vertreter von Portugal im Europa-Cup – auch Benfica Lissabon – nur am Rande beteiligt gewesen.

### Europäische Erfolge, 1961 und 1962
Mit der Verpflichtung von Béla Guttmann, einem Ungarn mit österreichischem Pass, der in der Runde 1958/59 mit dem FC Porto dem Hauptstadtclub Benfica die Meisterschaft noch vor der Nase weggeschnappt hatte, erhielt die Karriere von Águas eine weitere Initialzündung. Er agierte fortan äußerst erfolgreich in einer Mannschaft mit dem Benfica-Team so deutlich, dass auch der Blick nach Europa nicht utopisch erschien. Nach der sofortigen Meisterschaft 1959/60 – Águas hatte in 25 Spielen 18 Tore beigesteuert – war Benfica für den Europa-Cup der Runde 1960/61 qualifiziert. Über Heart of Midlothian, Újpest Budapest, Aarhus GF und Rapid Wien spielte sich Benfica Lissabon mit Spielführer und Mittelstürmer José Águas sensationell in das Finale. Bei der Halbfinalbegegnung kam es dabei beim 1:1 in Wien gegen Rapid zu Zuschauerausschreitungen. Gegner im Finale am 31. Mai 1961 in Bern war der FC Barcelona, der im Achtelfinale den fünfmaligen Seriensieger Real Madrid ausgeschaltet hatte und als klarer Favorit galt. Der Traumsturm der Katalanen mit Kubala, Kocsis, Evaristo, Suárez (Suárez wurde 1960 zu Europas Fußballer des Jahres gekürt und landete 1961 und 1964 bei der Wahl auf Platz zwei) und Czibor schien allein Garant für den erneuten Cup-Sieg einer spanischen Mannschaft zu sein. Dagegen schienen die 27 Tore von José Águas beim erneuten Titelgewinn 1961 in Portugal nicht als alleinige Gegenantwort auszureichen. Die Benfica-Mannschaft zog sich vor dem Berner Endspiel acht Tage in ein Trainingslager nach Spiez zurück und arbeitete intensiv Tag für Tag auf das Finale hin. Der Favorit kam 24 Stunden vor dem Spiel nach Bern und quartierte sich in ein Luxushotel ein. Benfica gewann den Europa-Cup mit 3:2 Toren. Torschützen waren Águas, Coluna und ein Eigentor des Torhüterroutiniers Ramallets. Mittelstürmer Águas wurde mit elf Treffern der Rekordschütze im EC-Wettbewerb 1960/61. Bei der Wahl zu Europas Fußballer des Jahres 1961 belegte er den zehnten Platz. Nach dem Finale war die Benfica-Sturmbesetzung mit José Augusto, Santana, Águas, Coluna und Domiciano Cavém zumindest den Experten ein Begriff. In den Spielen um den Weltpokal verlor Benfica im Entscheidungsspiel in Rio de Janeiro gegen CA Peñarol. In der Meisterschaftsrunde in Portugal gelangen Águas in der Runde 1961/62 in 22 Spielen 18 Tore. Der Weg zur erneuten Endspielteilnahme im Europa-Cup 1962 führte über Austria Wien, 1. FC Nürnberg und Tottenham Hotspur. Gegner war am 2. Mai in Amsterdam Real Madrid. Ferenc Puskás brachte die „Königlichen“ mit 2:0 in Führung, Águas erzielte in der 25. Minute durch Verwertung eines Pfostenabprallers nach einem Eusébio-Freistoß, der Anschlusstreffer. Eusébio, der neue Torjäger aus Mozambique, gerade erst 20 Jahre alt, entschied mit zwei Treffern in den Schlussminuten das Spiel zu Gunsten von Benfica. Nach dem 5:3-Erfolg reckte Kapitän José Águas stolz den Europa-Pokal in den Amsterdamer Himmel. Der Sturm des Titelverteidigers Benfica Lissabon mit José Augusto, Eusébio, Águas, Coluna und Simões strahlte jetzt hell am europäischen Fußballhimmel. Trainer Guttmann verließ nach dem zweiten EC-Sieg 1962 nach drei Runden Lissabon und wechselte zum Club Atlético Peñarol in Montevideo. Bei der 1:2-Niederlage im Finale 1963 gegen den AC Mailand stand der 33-jährige Águas nicht mehr im Sturm von Benfica. In der Runde 1963/64 beendete er seine Spielerkarriere bei FK Austria Wien. Austria bezahlte für ihn 720.000 Schilling. Er wurde jedoch nur neunmal eingesetzt und erzielte zwei Tore.
Von 1950 bis 1964 bestritt Águas 289 Ligaspiele und erzielte dabei 292 Tore.

### Nationalmannschaft, 1952 bis 1962
Im rot-grünen Trikot der portugiesischen Fußballnationalmannschaft debütierte José Águas am 23. November 1952 in Porto beim Freundschaftsspiel gegen Österreich. Knapp ein Jahr später erzielte er beim WM-Qualifikationsspiel am 27. September 1953 in Wien zwar sein erstes Tor für die Länderelf, durch die deklassierende 1:9-Niederlage gegen die Österreicher kam darüber aber keine Freude auf. Diese Freude holte er am 22. Mai 1955 in Porto beim 3:1-Sieg gegen England nach. Dabei zeichnete er sich als zweifacher Torschütze gegen den englischen Stopper Billy Wright aus. Insgesamt gesehen war die Mannschaft des Portugiesischen Fußball-Bundes (FPF), obwohl bereits im Jahre 1954 das Profitum eingeführt wurde, nach dem Zweiten Weltkrieg bis Anfang der Sechziger, international zweitklassig. Alle drei Weltmeisterschaftsqualifikationen für die Turniere 1954, 1958 und 1962 gingen verloren. Lediglich Achtungserfolge mit einem 1:1-Unentschieden gegen Nordirland und einem 3:0-Sieg gegen Italien standen 1957 zu Buche. Ebenso war es in der Qualifikation 1961. In Lissabon reichte es im Estádio da Luz zu einem 1:1-Unentschieden gegen England und am 25. Oktober verlor man das Rückspiel ohne Stopper Germano vor 100.000 Zuschauern im Wembley-Stadion mit 0:2 Toren. Wirklich sensationell war die davor am 8. Oktober erlittene 2:4-Schlappe in Luxemburg, womit man jegliche Chance zur Teilnahme an der Weltmeisterschaft in Chile verspielte. Sein 25. und letztes Länderspiel bestritt Águas am 17. Mai 1962 in Lissabon gegen das Team von Paul Van Himst, bei der 1:2-Niederlage gegen Belgien. Portugal gelang die erste Weltmeisterschaftsteilnahme erst zur Fußball-Weltmeisterschaft 1966 in England. Da hatte Águas seine Laufbahn aber bereits beendet.

## Trainer
Nach der Spielerkarriere war Águas Trainer bei Oriental Lissabon und Assistent-Coach der portugiesischen Nationalelf.